# Conegliano
Conegliano (Conejan en veneciano) es una comuna italiana situada en la provincia de Treviso, en la región del Véneto, en el norte de la península italiana. La ciudad se encuentra a pies del Colli Veneti y por ella pasa el río Monticano. Está situada a unos 30 kilómetros al norte de Treviso. Desde 28 de mayo de 2005 su alcalde es Alberto Maniero, de centroderecha.
La ciudad es famosa por sus vinos, sobre todo el vino blanco seco Prosecco, elaborado a partir de la uva del mismo nombre y que tiene tres variedades -tranquillo, frizzante y spumante. Es la sede de la histórica Scuola Enologica di Conegliano (Escuela Enológica de Conegliano). 
Cada verano se celebra una partida de ajedrez en la que las figuras son personas. Con esta partida se celebra la victoria de Conegliano sobre Treviso.
Conegliano es el lugar de nacimiento del pintor Giovanni Battista Cima, conocido como Cima da Conegliano. En la catedral de la ciudad se puede contemplar un magnífico retablo que data de 1492. En una colina se conservan las ruinas de un castillo de mil años de antigüedad que perteneció al obispo de Vittorio Veneto. La torre que se conserva alberga el pequeño museo de Conegliano.
Otra de las personalidades nacidas en Conegliano es Alessandro Del Piero, futbolista de la selección de fútbol de Italia y de la Juventus de Turín.

## Demografía
| Gráfica de evolución demográfica de Conegliano entre 1861 y 2001 |
|                                                                  |
| Fuente ISTAT - elaboración gráfica de Wikipedia                  |

## Imágenes

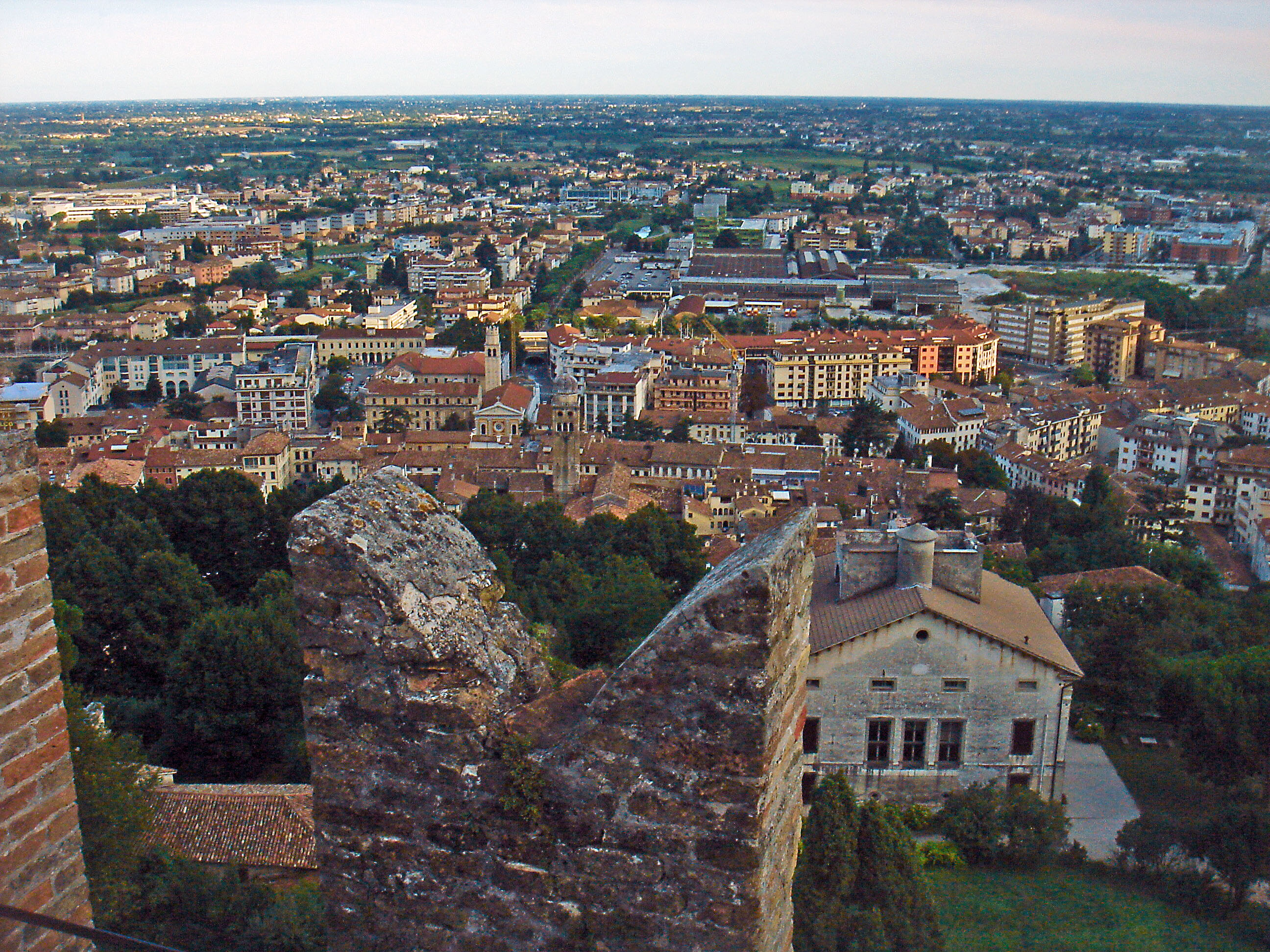
Vista de la ciudad.
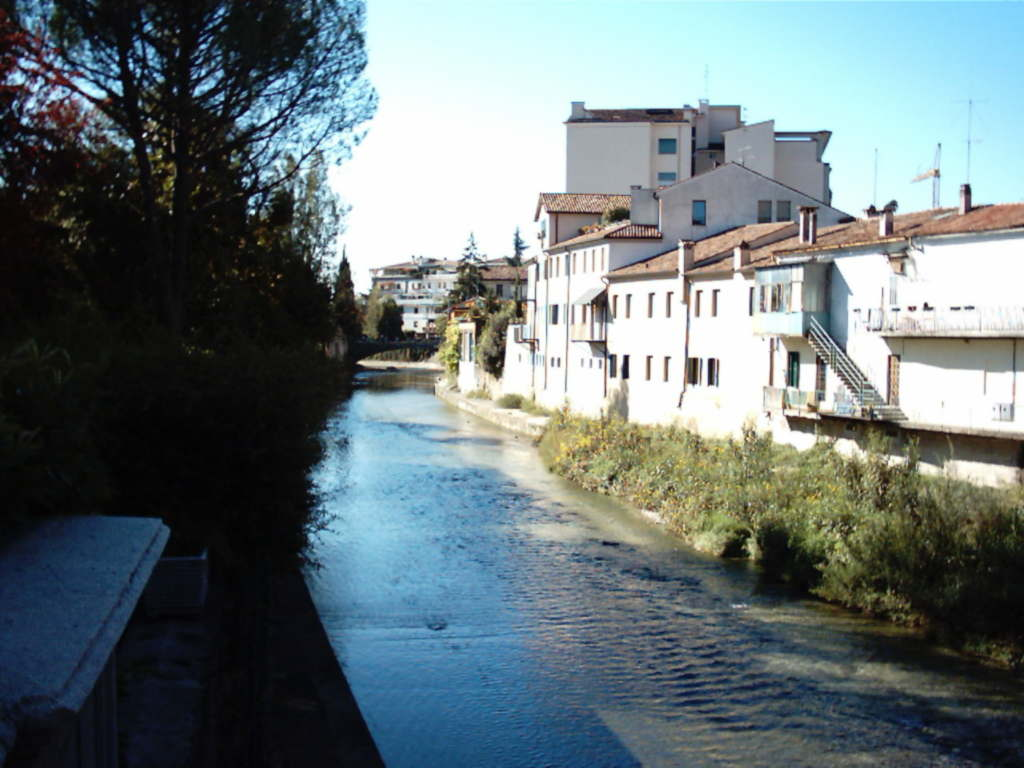
Río Cervano.
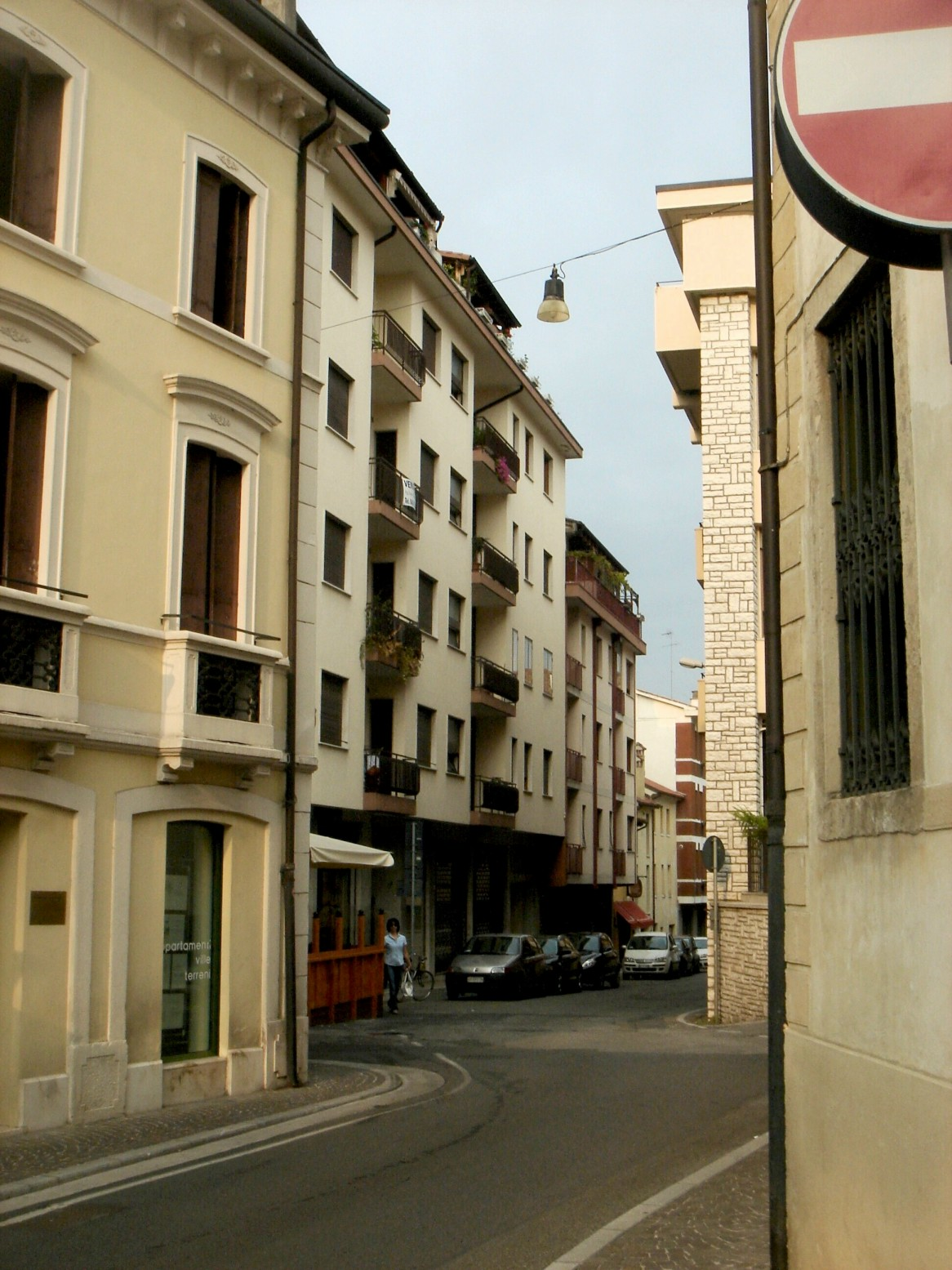
Calle Via Caronelli.
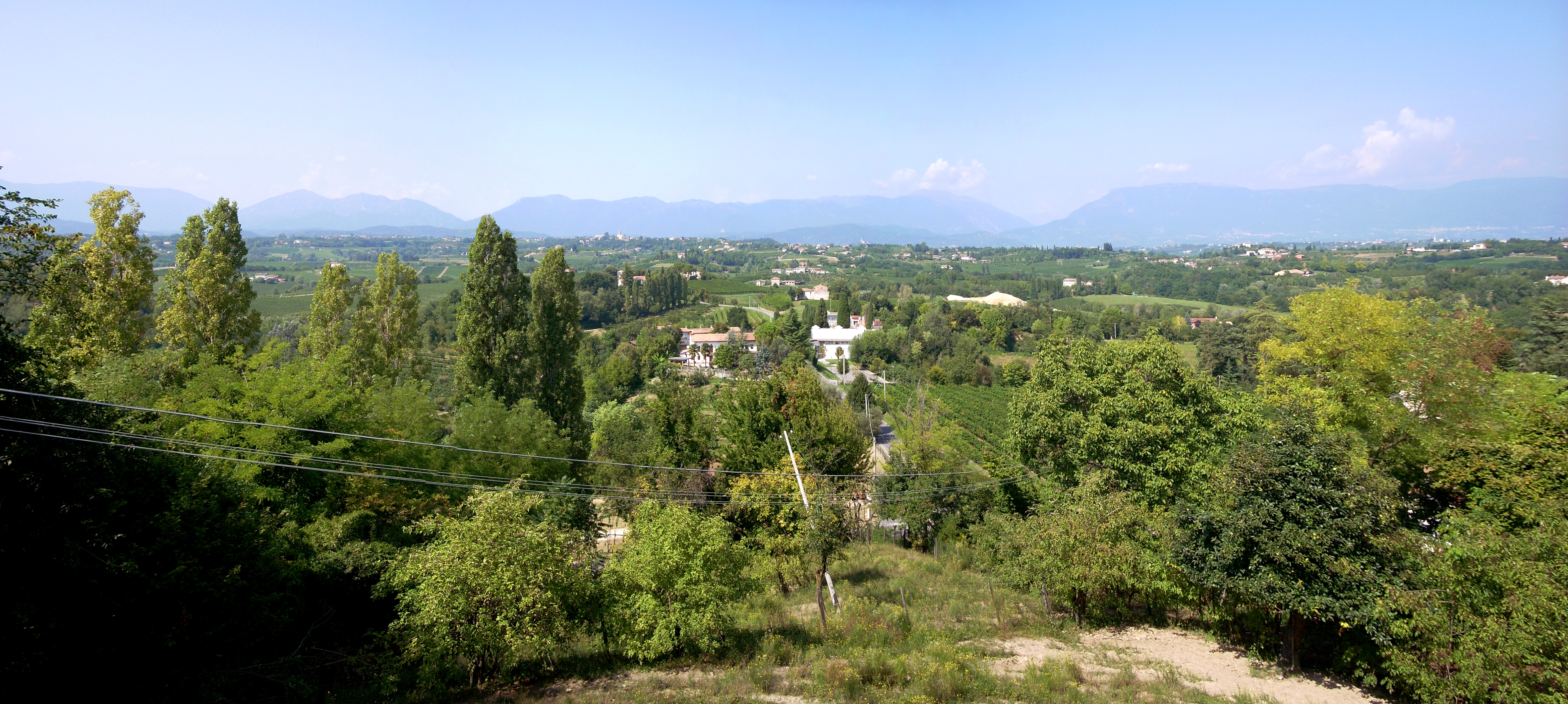
Panorama